# بخش مرکزی شهرستان کوه‌چنار
بخش مرکزی، یکی از بخش‌های شهرستان کوه‌چنار در استان فارس ایران است. مرکز این بخش، شهر قائمیه است.

## تقسیمات کشوری
- بخش مرکزی شهرستان کوه‌چنار
  - دهستان چنارشاهیجان
  - دهستان سمغان

شهر: قائمیه

## جمعیت
بر پایه سرشماری عمومی نفوس و مسکن در سال ۱۳۹۵، جمعیت بخش مرکزی شهرستان کوه‌چنار برابر با ۳۸٬۰۵۳ نفر بوده است.